# L'Estel
|  | No s'ha de confondre amb L'Estel de Mallorca. |

L'Estel fou una editorial fundada el 1928 per Adolf Pizcueta, amb el suport econòmic d'Ignasi Villalonga i Joaquim Reig. Pizcueta en fou l'editor fins al 1930, tres anys abans que l'editorial tanqués el 1933. L'editorial publicà obres contemporànies com La llengua dels valencians, de Manuel Sanchis Guarner o El País Valencià de Felip Mateu i Llopis; i textos clàssics d'autors com Ausiàs March o sant Vicent Ferrer. Alhora, Pizcueta també publicà Quaderns d'Orientació Valencianista on intentar aportar idees noves al valencianisme. Fou una editorial que dugué a terme una tasca important per dignificar la literatura en la llengua pròpia i difondre les normes ortogràfiques de Castelló.
Tot i que els anys vint havien estat culturalment desastrosos al País Valencià, la dècada dels trenta fou un moment de gran efervescència cultural i editorial. El franquisme, però, estroncà el desenvolupament de l'editorial que tingué una curta vida. Tot i això, Sanchis Guarner i Adolf Pizcueta recuperaren l'editorial el 1962 i durant aquesta segona etapa, l'editorial publicà llibres com Poetes, moriscos i capellans de Joan Fuster (1962), Estructura econòmica del País Valencià (1970) o El País Valencià i els altres, d'Emili Gómez i Nadal (1972). En general, les publicacions de l'editorial es decantaren cap a l'etnografia i el costumisme.